# 얀 야워하
얀 야워하(폴란드어: Jan Jałocha, 1957년 7월 18일, 마워폴스카 주 골코비체 ~)는 폴란드의 전직 축구 선수이다.

## 클럽 경력
그는 현역 시절 대부분을 비스와 크라쿠프에서 보냈다. 그는 비스와 소속으로 1974년부터 1986년까지 활약했는데, 그동안 총 215번의 1부 리그 경기에 출전해 19골을 기록했다.

## 국가대표팀 경력
그는 폴란드 국가대표팀에서도 활약하며 28경기에 출전해 1골을 넣었고, 1982년 월드컵에 폴란드 선수단 일원으로 참가해 3위에 입상했다. 그는 페루전에서 부상을 당했고, 이후 마레크 지우바가 그를 대신해 나머지 경기에 선발로 출전했다.

## 사생활
그의 조카 마르친 야워하도 축구 선수이다.